# 鈴木つく詩
鈴木 つく詩（すずき つくし）は、日本の女優、モデル。
神奈川県横浜市出身。

## 出演

### テレビドラマ
- マイ☆ボス マイ☆ヒーロー（日本テレビ、2006年） - 梅村のぞみ 役
- 恋人未満（テレビ朝日、2006年） - 相原幸（幼少） 役
- リコーダーを追いかけろ（NHK教育テレビジョン、2006年）
- 受験の神様（日本テレビ、2007年）
- まるまるちびまる子ちゃん（フジテレビ、2007年 - 2008年）
- 牙狼-GARO- -魔戒ノ花- 第20話（テレビ東京、2014年）
- 64（ロクヨン） 第5話（NHK、2015年）
- 経世済民の男3部作　高橋是清 後編（NHK、2015年） - 喜美 役
- 怪異TV　呪いのタイムリミット　第2話（NHK BSプレミアム、2015年） - 仁科茉莉 役
- 大貧乏 第6話（フジテレビ、2017年）
- Light House（BS日テレ、2017年） - ヒロイン 栄田春奈 役
- 痛快TV スカッとジャパン（フジテレビ 、2017年） - ファミレス店員 役
- 最後の晩御飯（BSジャパン、2018年） - 玲奈 役
- 痛快TV スカッとジャパン（フジテレビ 、2018年） - 早紀江 役
- デイジー・ラック 第4話（NHK、2018年）
- 西村京太郎サスペンス 十津川警部 (TBSテレビ、2018年） - 川口あき 役
- サイン -法医学者 柚木貴志の事件- 第6話（テレビ朝日、2019年8月22日） - 大野里佳子 役

### 映画
- 遼くん（2011年） - 可奈子（ヒロイン） 役
- ナナとカオル 第2章（2012年、監督：清水厚） - 丸茂京子 役
- 強盗とサボテン（2013年） - 小町（ヒロイン） 役
- 恋する河童（2014年、監督：井上博貴） - 多恵 役
- 俺物語!!（2015年、監督：河合勇人）
- 脱脱脱脱17（2016年、監督：松本花奈） - 木下さくら 役
- 落研冒険支部（2016年、監督：飯野歩） - 五月翠 役
- Re（2016年、監督：水野博章） - 佐野幸 役
- ふたりのおとこ（2017年、監督：森田涼介） - 主人公Sの妹E 役
- ポエトリーエンジェル（2017年、監督：飯塚俊光） - 妄想女子 役
- マスタード・チョコレート（2017年、監督：笹木彰人） - 早川マリ 役
- HKT48/夏の夢の恋人（2017年、監督：まつむらしんご） - 山本茉央☆親友 役
- この世界の直径（2017年、監督：戸田彬弘） - 山下　役
- 観測者効果（2018年、監督：遠藤一平） - 榊日向子 役
- いぬやしき（2018年、監督：佐藤信介）
- おみおくり（2018年、監督：伊藤秀裕） - 宮下奈美 役
- 仮面ライダーアマゾンズ THE MOVIE 最後ノ審判（2018年、監督：石田秀範） - ミナ / ウミヘビアマゾン 役
- 棘の向き（2018年、監督：キム・テヒョン） - 主演 美穂 役
- デリバリー（2019年、監督：室賀厚） ‐ 主演 榎木早希 役
- 理系が恋に落ちたので証明してみた。（2019年、監督：旭正嗣・佐藤敏宏） - 朝比奈蓮華 役
- 灯台の子（2019年、監督：八重樫風雅） - ヒロイン
- 劇場版ファイナルファンタジーXIV 光のお父さん（2019年、監督：野口照夫） - 看護師 斎藤裕子 役
- 演じ屋reDESIGN（2019年、監督：野口照夫） - 皆川さとみ 役
- シグナル100（2020年1月24日、東映、監督：竹葉りさ） - 君津早苗 役[1]
- 一度死んでみた（2020年3月20日、監督：浜崎慎治） - 魂ズ ほのか 役[1]
- 四人姉妹（2021年、監督：菊池真琴） - うり 役[1]
- 大怪獣のあとしまつ（2022年2月4日、監督：三木　聡） - 有沢あかね 役[1]

### CM
- ハウス食品「純米とんがり」（2005年）
- 東京ディズニーリゾート「春、夏、秋編」（2006年）
- ハウス食品「バーモントカレー」（2006年）
- 日本コカ・コーラ「夏のバトン」（2007年）
- 進研ゼミ小学講座「コース編」（2007年）
- 日本マクドナルド「マックデジ編」（2007年）
- 東芝「東芝エレベーター」（2013年）
- Panasonic「リフォームあかり編」（2014年）
- ファンケル「大人のカロリミット」（2014年 - 2016年）
- 映画「劇場霊」劇場マナー（2015年）
- 宋家「宋家の海苔」（2016年）
- BIG LOBE スマホ ナレーション ラジオCM（2016年）
- スバル自動車「Your story with−灯台篇」ヒロイン（2017年-2020年）
- マクドナルド「ブアツく生きよう−彼女がいない篇」（2020年）

### ミュージック・ビデオ
- 竹友あつき「ワレモノ注意」（2015年）
- 井上苑子 「大切な君へ」（2015年）
- 音×AiR「あの頃のままで」（2015年）
- スプリングまお「後輩」（2016年）
- スフィア「一分一秒君と僕の」（2016年）
- スケープゴート「告白_時々、雨」（2016年）
- BLUE ENCOUNT 「だいじょうぶ」（2016年）
- Shiggy Jr. 「Beautiful Life」（2016年）
- Serph「feather」（2016年）
- Unblock「行進曲」（2016年）
- グッドモーニングアメリカ「鉛空のスターゲイザー 」（2016年）
- ゾンビ「クソったれが」（2018年）
- ByeByeHandの方程式「romance tower」（2021年）

### 舞台
- 明日君を食べるよ（2011年、文化学院講堂） - ソバッカス 役
- 大きな木の下で（2011年、ザムザ阿佐ヶ谷） - 天使 役
- へなちょこビーナス（2012年、テアトルBONBON） - 塚本アヤ 役
- 死神姫の再婚（2013年、全労済ホール スペース・ゼロ）
- ゲートシティの恋（2019年、下北沢劇） - ヒロイン 美博 役

### その他
- 全力坂 インフォマーシャルcrooz篇（2016年）
- マツコ&有吉 かりそめ天国 全力坂パロディ（2018年）
- 東京ストリートコレクション（2019年、パシフィコ横浜）
- 中原警察署 一日警察署長委嘱（2019年）